# Zernike College
Het Zernike College is een Nederlandse groep van openbare scholen in de steden Groningen en Haren bestaande uit het Harens Lyceum, het Montessori Vaklyceum en het Montessori Lyceum Groningen.

## Geschiedenis

### Menno van Coehoornschool
In 1907 werd "De Tweede School voor Voortzettingsonderwijs" opgericht. In 1940 veranderde de naam in Tweede ULO-school. Na de Tweede Wereldoorlog werd de naam veranderd in Menno van Coehoornschool. De school fuseerde in 1965 met de Van Nieuwenhuyzenschool voor MAVO.

### Zernike College
In 1918 werd de gemeentelijke hbs in Helpman opgericht, met in het eerste jaar 71 leerlingen. Nadat tijdens de Tweede Wereldoorlog het gebouw in juni 1943 werd gevorderd, werden de lessen tijdelijk verplaatst naar het Willem Lodewijk Gymnasium. Na de oorlog werd het Dalton-systeem ingevoerd. Tussen 1952 en 1962 steeg het aantal leerlingen van 169 naar 595. Bij de invoering van de Mammoetwet kwam er een Havo en een Atheneum afdeling en kreeg de school de naam Zernike College, vernoemd naar Nobelprijswinnaar Frits Zernike.

### Hendrik Wester-MAVO
De Hendrik Wester-MAVO werd in 1958 opgericht.

### periode 1983 - 2016
Op 1 augustus 1983 fuseerden de Menno van Coehoornschool voor MAVO, de Hendrik Westerschool voor MAVO en het Zernike College voor Havo en Atheneum. Oorspronkelijk heette de scholengemeenschap Scholengemeenschap Zuid, maar in 1988 werd de naam veranderd in Zernike College. In augustus 1991 ging het Zernike College samen met de Openbare Mavo in Haren en in 1993 met de Mavo in Zuidlaren. In 1985 werd De Nieuwe School opgericht, in 1993 werd deze school omgevormd tot de Montessori-stroom van het Zernike College. In 2015 werd besloten het Zernike College in drie scholen te verdelen, omdat de school te groot was geworden. In 2016 kwamen hier het Harens Lyceum, het Montessori Lyceum Groningen en het Montessori Vaklyceum uit voort.

## Huidige scholen
- Het Harens Lyceum is een reguliere havo/vwo school in Haren.
- Het Montessori Lyceum Groningen is een Montessorischool voor havo en vwo in Groningen.
- Het Montessori Vaklyceum is een Montessorischool voor vmbo in Groningen.

## Bekende (oud-)leerlingen
- Hanne Arendzen, actrice
- Jordi Hoogstrate, profvoetballer
- Lyanne Levy, programmamaakster en journaliste
- Kraantje Pappie, rapper
- Anniek Pheifer, actrice
- Merijn Tinga, bioloog, beeldend kunstenaar, kitesurfer en activist
- Vicetone, dj-duo
- Madelon Vos, financieel analist
- Jacques Wallage, politicus, oud-burgemeester Groningen
- Florian Wolff, muzikant